# Le Cri de la lavande dans le champ de sauterelles
Pour plus de détails, voir Fiche technique et Distribution.
Le Cri de la lavande dans le champ de sauterelles (Peggio di così si muore) est une comédie policière hispano-franco-italienne réalisée par Marcello Cesena (it) et sortie en 1995.

## Synopsis
Au printemps 1993, Carlo et Anna rentrent de leur lune de miel au Brésil et échangent une de leurs valises à l'aéroport international. Arrivés chez eux, après avoir forcé la serrure, ils trouvent plus d'un demi-milliard de lires en liquide à l'intérieur. Il souhaite rechercher les propriétaires pour leur restituer l'argent, tandis qu'Anna souhaite garder l'argent, notamment parce qu'elle découvre que les billets de banque ne sont pas marqués. La totalité de la somme est dépensée pour acheter un grand appartement situé au-dessus du magasin de photographie qu'ils gèrent tous les deux.
Après avoir rénové l'appartement, une grande fête est organisée et parmi les invités se trouvent deux criminels, Jack et Carmine, qui apportent la valise du couple en guise de cadeau. Pendant la fête, deux jeunes hommes filment les différents invités avec une caméra vidéo ; lorsque l'un des voyous est filmé, il réagit mal. Anna est surprise lorsqu'elle aperçoit un pistolet sous la veste du voyou.
A la fin de la fête, il ne reste plus que les deux escrocs qui expliquent comment ils ont retrouvé les propriétaires de l'autre valise et qu'ils n'ont pas l'intention de renoncer à leur argent, fruit de leur dernière escroquerie. Ils demandent ensuite à remettre l'appartement en vente et menacent de revenir après 15 jours. Au bout de 15 jours, alors qu'Anna est seule dans la maison, Carmine se présente et, par une ruse, parvient à ouvrir la porte. Anna réagit en la fermant brutalement, ce qui sectionne le pouce de Carmine.
Tous deux se rendent dans la salle de bains pour ouvrir l'armoire de secours, mais le pistolet de Carmine tire un coup de feu qui l'atteint au pied : l'homme perd l'équilibre et tombe dans la baignoire pleine d'eau et, traînant derrière lui une radio allumée, meurt électrocuté : le cadavre est emmuré dans le garde-manger. Carlo et Anna décident de fuir et de se réfugier chez Claudio, le frère d'Anna, qui vit dans une cabane isolée du Tyrol du Sud. L'esprit de Carmine les accompagne. Pendant ce temps, Jack, l'autre voyou, s'introduit dans l'appartement, qu'il trouve vide.
Entre-temps, un inspecteur de police pénètre également dans la maison vide et découvre le cadavre de Carmine dans le garde-manger ; il interroge ensuite la mère d'Anna, qui lui fournit un moyen de les retrouver. Rejoints à la cabane par Jack, qui menace également Myrna d'une arme, Carlo et Anna tentent une dernière fuite désespérée dans une voiture qui leur fera traverser le désert en direction du Mexique...

## Fiche technique
- Titre français : Le Cri de la lavande dans le champ de sauterelles[1]
- Titre original : Peggio di così si muore[2] (litt. « Il y a pire encore »)
- Réalisation : Marcello Cesena (it)
- Scénario : Marcello Cesena (it), Ugo Dighero (it)
- Photographie : Regis Blondeau
- Montage : Anna Napoli
- Musique : Paolo Silvestri
- Décors : Gianni Quaranta
- Production : Nella Banfi, Carlo Degli Esposti, Mate Cantero, Stéphane Sorlat, Alessandro Verdecchi
- Sociétés de production : Angel Film, Palomar, Banfilm, La Sept Cinéma, Mate Productions avec la participation de RaiTre, Canal+, La Sept, arte e Canal+ (Espagne)
- Pays de production :  Italie -  France -  Espagne
- Langue originale : italien
- Format : couleurs  - Son Dolby Surround
- Genre : comédie policière
- Durée : 88 minutes
- Dates de sortie : 
  - Italie : 21 avril 1995
  - France : 8 mai 1996

## Distribution
- Carla Signoris : Anna
- Rossy de Palma : Myrna
- Maurizio Crozza (it) : Carlo
- Marcello Cesena (it) : Claudio
- Ugo Dighero (it) : Jack
- Mauro Pirovano (it) : Carmine
- Jacky Nercessian : Inspecteur Flanaghan
- Gisella Sofio : la mère d'Anna et de Claudio
- Isa Gallinelli (it) : acheteur de l'appartement
- Mauro Marino (it) : acheteur de l'appartement
- Massimo Olcese (it) : invité à la fête d'Anna et Carlo
- Adolfo Margiotta (it) : invité à la fête d'Anna et Carlo
- Luciana De Falco (it) : invité à la fête d'Anna et Carlo
- Massimo De Lorenzo (it) : invité à la soirée d'Anna et Carlo
- Joanna Chatton : invitée à la soirée d'Anna et Carlo
- Elisabetta Consolini : invitée à la soirée d'Anna et Carlo

## Production

### Tournage
Le film est tourné à Cinecittà (Rome), Madrid, Almería et San Martino di Castrozza (Trentin).

### Musique
La bande originale du film a été composée par l'Orchestre symphonique de la radio nationale bulgare, tandis que les autres morceaux sont l'œuvre du groupe de rock français Les Négresses vertes :
- Mambo Show
- Sous le Soleil de Bodega (Kwanzaa Posse Remix)
- Les yeux de ton père[4].

## Accueil critique
« Chi si accontenta, ride. Stavolta il convento passa l’umorismo dei Broncoviz, quintetto buffo nato all’ombra del Teatro Stabile di Genova e consacrato dai successi televisivi di Avanzi e Tunnel (ma hanno anche recitato sul palcoscenico una commedia di Stefano Benni), impegnati nell’impresa di realizzare «un horror dei buoni sentimenti». La definizione è loro, Marcello Cesena si è occupato della regia e ha scritto con Ugo Dighero il copione di Peggio di così si muore. »
— Alessandra Levantesi dans La Stampa

« Qui est content, rit. Cette fois-ci, le couvent accueille l'humour des Broncoviz, un quintuor comique né à l'ombre du Teatro Stabile di Genova et consacré par les succès télévisés d'Avanzi et de Tunnel (mais ils ont également joué sur scène dans une comédie de Stefano Benni), engagé dans l'entreprise de produire « une horreur de bons sentiments ». La définition est la leur, Marcello Cesena s'est chargé de la mise en scène et a écrit avec Ugo Dighero le scénario du Cri de la lavande dans le champ de sauterelles. »
« Strampalato, ma a tratti spassosissimo, giallo casareccio dei Broncoviz, il quintetto genovese lanciato dagli Avanzi tv, che all'esordio cinematografico mostra ottime doti umoristiche, anche se difetta in ritmo e in tenuta. L'irresistibile parodia di celebri thriller del passato è il pezzo forte di un film tanto asmatico quanto grazioso. »
— Massimo Bertarelli dans Il Giornale

« Un thriller maison loufoque, mais parfois hilarant, des Broncoviz, le quintuor génois lancé par Avanzi tv, qui, pour ses débuts au cinéma, fait preuve d'un excellent sens de l'humour, même s'il manque de rythme et d'accroche. L'irrésistible parodie des célèbres thrillers du passé est le point fort d'un film aussi asthmatique que gracieux. »